# Darb-e-Imam-Schrein

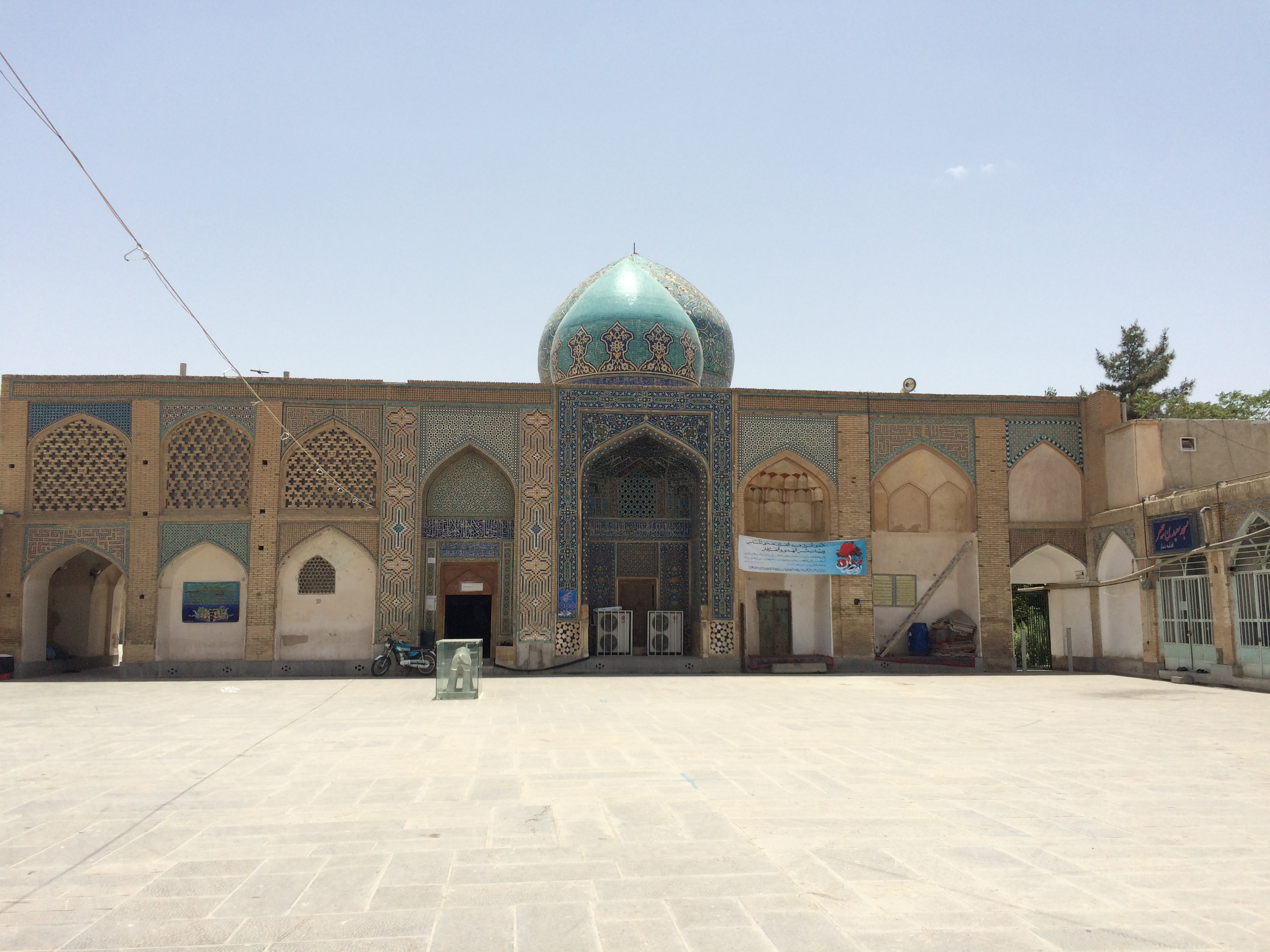
Darb-e-Imam-Schrein

Der Darb-e-Imam-Schrein (persisch امامزادهٔ درب امام, DMG emāmzāde-ye darb-e emām, wörtlich: „Schrein der Pforte des Imams“), gelegen im Stadtteil Dardasht von Isfahan im Iran, ist eine Beerdigungsanlage mit einem Gräberfeld, Schrein-Gebäuden und hofähnlichen Anlagen, die verschiedenen Bau-Perioden und Stilen zugehörig sind. Die ersten Bauwerke wurden von Jalal al-Din Safarshah während der Regentschaft von Dschahan Schah, einem Vertreter der turkmenischen Stammesföderation Qara Qoyunlu, im Jahr 1453 errichtet.
Die Anlage hat jüngst besondere Bedeutung erlangt, als hier durch Peter Lu die neuartige, gezielte Umsetzung von selbstähnlichen Mustern unter Verwendung der Elemente der ca. 300 Jahre älteren Girih-Kacheln erkannt und publiziert wurde. Die Thematik findet sich erst über 500 Jahre später in unabhängig ausgearbeiteten Erkenntnissen zum Beispiel zu fraktalen Gebilden und speziell zur Penrose-Parkettierung wieder, die 1974 veröffentlicht wurde.